# 亞歷山德里斯凱
亚历山德里斯凯（烏克蘭語：Олександрійське），1949年至2016年间名为季米特洛沃（羅馬化：Dimitrovo），是烏克蘭中部基洛夫格勒州亞歷山德里亞區亚历山德里亚市镇内的市級鎮。處於亞歷山德里亞西南面16公里，始建於1947年，海拔高度155米，2014年該市級鎮人口4,877。